# Palacio de los Kanes de Shaki
El Palacio de los Kanes de Shaki (en azerí: Şəki xanlarının sarayı, en persa: کاخ خانان شکی‎) se localiza en Shaki, Azerbaiyán, fue residencia de verano de los Kanes de Shaki. Cuenta con azulejos decorativos, fuentes y varias ventanas de vidrios de colores. El exterior está decorado con azul oscuro, los azulejos de color turquesa y ocre con patrones geométricos y los murales fueron pintados con témpera y se inspiran en la obra de Nizami Ganjavi.

## Historia
El Palacio de los Kanes fue construido en 1797 por Muhammed Hasayn Khan Mushtaq. El palacio tenía la intención de albergar a los Khans que estaban a cargo del control de Sheki, como virreyes del gobernante Zand y más tarde dinastías persas Qajar en algún lugar entre 1750 hasta el momento en que estos territorios fueron anexados por el Imperio ruso por tratado de Gulistán en 1813.
Junto con su piscina y los árboles, la residencia de verano es la única estructura que queda del complejo palaciego más grande dentro de la «fortaleza», que antes incluía un palacio de invierno, las residencias de la familia del Kan y sirvientes. Fue construido en 1797 por Muhammad Hasan Kan y restaurado entre 1952 y 1967 por un equipo dirigido por el arquitecto Niyazi Rzayev.

### Patrimonio Mundial
El Comité del Patrimonio Mundial inscribió el 7 de julio de 2019 Centro histórico de Sheki y El Palacio del Kan de Azerbaiyán en la Lista del Patrimonio Mundial.